# شرایط انسانی
شرایط انسانی یا وضع بشر (به انگلیسی: the human condition) ویژگی‌های کلیدی حوادث و موقعیت‌هایی است که برای موجودیت انسان الزامی هستند مانند تولد، رشد، عواطف، آرمان‌ها، مناقشات و مرگ. موضوع شرایط انسانی بسیار گسترده‌است و در ادامه به تجزیه و تحلیل دیدگاه‌های بسیاری منتهی می‌شود از جمله دیدگاه‌هایی در دین، فلسفه، تاریخ، هنر، ادبیات، انسان‌شناسی، جامعه‌شناسی، روان‌شناسی و زیست‌شناسی.
شرایط انسانی به عنوان یک اصطلاح ادبی به‌طور معمول در زمینه‌های پرابهامی چون معنای زندگی یا نگرانی‌های اخلاقی استفاده می‌شود.

## استفاده از واژه
استفاده قابل توجه از واژه «شرایط انسانی» (به انگلیسی: the human condition) را می‌توان در عنوان رمان شرایط انسانی اثر آندره مالرو، نقاشی شرایط انسانی اثر رنه ماگریت، کتاب شرایط انسانی اثر هانا آرنت در زمینه فلسفه سیاسی و فیلم سه‌گانه شرایط انسانی اثر ماساکی کوبایاشی مشاهده کرد.